# Ульяниха (Тверская область)
Ульяниха — деревня в Весьегонском муниципальном округе Тверской области.

## География
Деревня находится в северо-восточной части Тверской области на расстоянии приблизительно 19 км на юг-юго-восток по прямой от районного центра города Весьегонск.

## История
Возрождена в 1630-16 50-е годы карелами-переселенцами на месте более раннего, но запустевшего к началу XVII века селения. В 1682 году именовалась деревней Ульянино, в 1710 году — Ульяново. Дворов (хозяйств) было 40 (1859 год), 77 (1931), 30 (1963), 32 (1993), 16 (2008),. До 2019 года входила в состав Чамеровского сельского поселения до упразднения последнего.

## Население
Численность населения: 203 человека (1859 год), 312 (1931), 51 (1993),, 48 (83 % русские) 2002 году, 17 в 2010.